# Michael Horobin
Michael Horobin – angielski bokser, wicemistrz Wielkiej Brytanii w kategorii muszej w roku 1991.

## Kariera
W finale kategorii muszej na mistrzostwach Wielkiej Brytanii w 1991 przegrał na punkty z rodakiem Paulem Ingle. W październiku 1992 roku był uczestnikiem turnieju Tammer, który rozgrywany jest każdego roku w fińskim mieście Tampere. W ćwierćfinale turnieju w Tampere przegrał z reprezentantem Francji Davidem Gueraultem.